# Poldermolen (Ophemert)
De Poldermolen is een windmolen van het type grondzeiler. Hij is in 1888 gebouwd op de plaats van de in 1887 afgebrande molen aan de Lingedijk 131 in het dorp Wadenoijen in de Nederlandse provincie Gelderland. Vanwege de ongunstige ligging werd hij in 2010 verplaatst naar de Steendertse Uitweg in het natuurgebied De Steendert tussen Est en Ophemert. Hij heeft geen naam en wordt naar de functie poldermolen genoemd: hij werd gebruikt voor het bemalen van de dorpspolder.
De molen is een houten achtkante poldermolen van het type grondzeiler op een gemetselde onderbouw, die thans op een betonnen fundering staat. Hij is uitgerust met een ijzeren scheprad dat een doorsnede heeft van 5,20 m en 40 cm breed is.
De wiekenvorm is Oudhollands. De roeden hebben een lengte van 25 m. De ijzeren, geklonken potroeden zijn in 1992 vervangen door gelaste, stalen roeden. Het gevlucht wordt op de wind gezet met behulp van een kruirad. Op 27 oktober 2013 is tijdens het draaien een van de wieken afgebroken.
De rietgedekte kap van de molen is voorzien van een zogenaamd Engels kruiwerk. De Vlaamse vang is voorzien van een vang- of wipstok.
De gietijzeren bovenas uit 1867 is gegoten door de firma L.I. Enthoven & Co. De as wordt gesmeerd met reuzel. De houten kammen (tanden) op de wielen worden elk jaar met bijenwas behandeld.
De molen is gerestaureerd in 1971 en 1992 en verplaatst in de periode januari 2009 - maart 2010. Erlangs is, zoals bij veel poldermolens, een damwand geplaatst, die ervoor zorgt dat er geen zand van onder de molen kan wegspoelen. Hij wordt tegenwoordig gebruikt voor het bemalen van De Steendert. Naast de molen is een blaffer gebouwd, waardoor het water bij hoog water vanzelf naar het natuurgebied stroomt.
Op zondag 27 oktober 2013 brak tijdens het draaien de binnenroede, waarbij het hekwerk van de buitenroede ook beschadigd is. Korte tijd later zijn beiden roeden gestreken. Precies een jaar later, op 27 oktober 2014, zijn de nieuwe roeden gestoken.

## Overbrengingen
- De overbrengingsverhouding is 1 : 0,36.
- Het bovenwiel heeft 66 kammen en de bovenbonkelaar heeft 41 kammen. De koningsspil draait hierdoor 1,61 keer sneller dan de bovenas. De steek, de afstand tussen de kammen, is 14 cm.
- De onderbonkelaar is van gietijzer.
- Het waterwiel is ook van gietijzer en heeft een doorsnede van 4 m.

## Eigenaren
- 1888 - 1953: Dorpspolder Wadenoijen
- 1953 - 1974: Polderdistrict Tielerwaard
- 1974 tot heden: Molenstichting Gelders Rivierengebied

## Fotogalerij

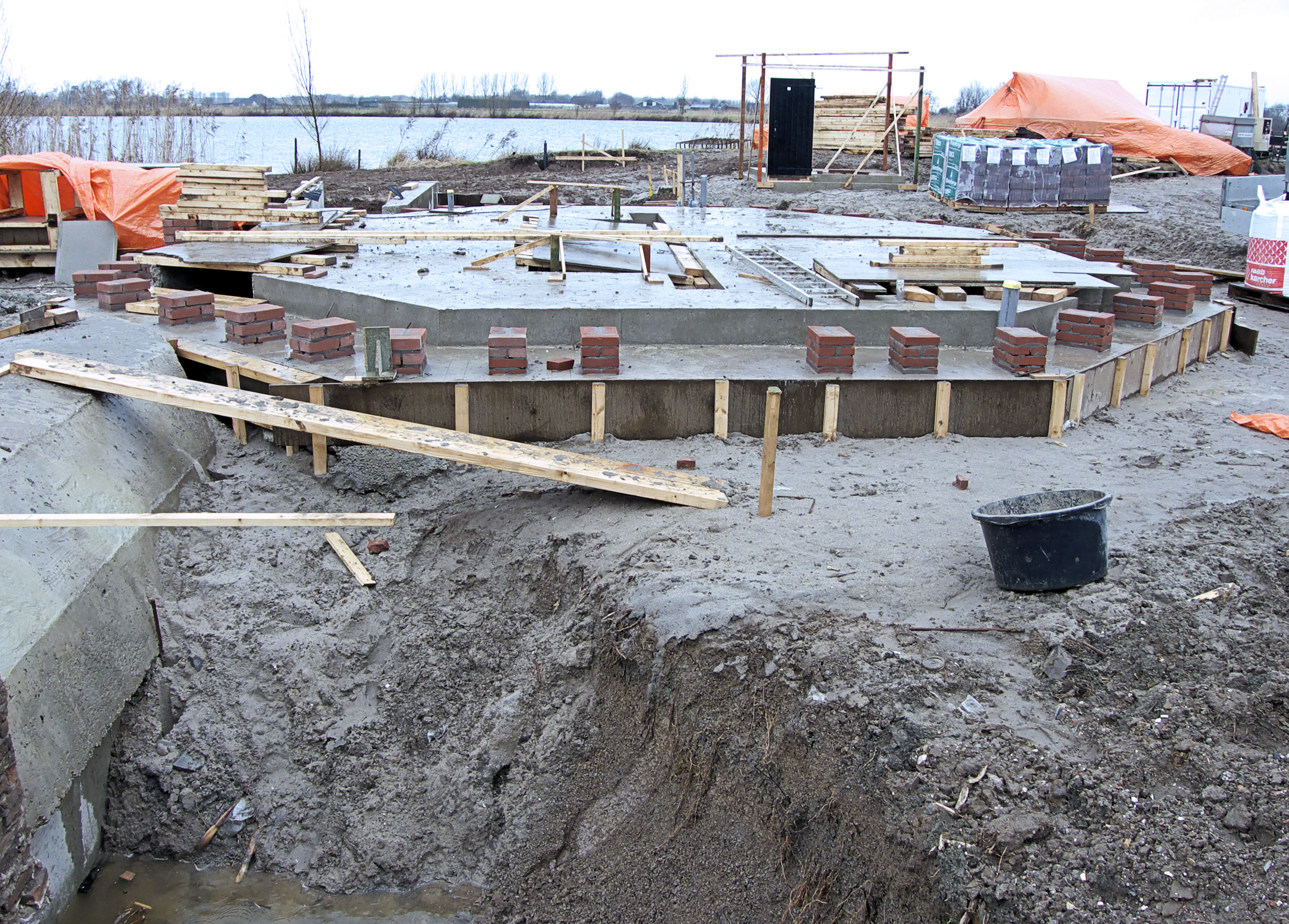
Fundament met op achtergrond De Steendert
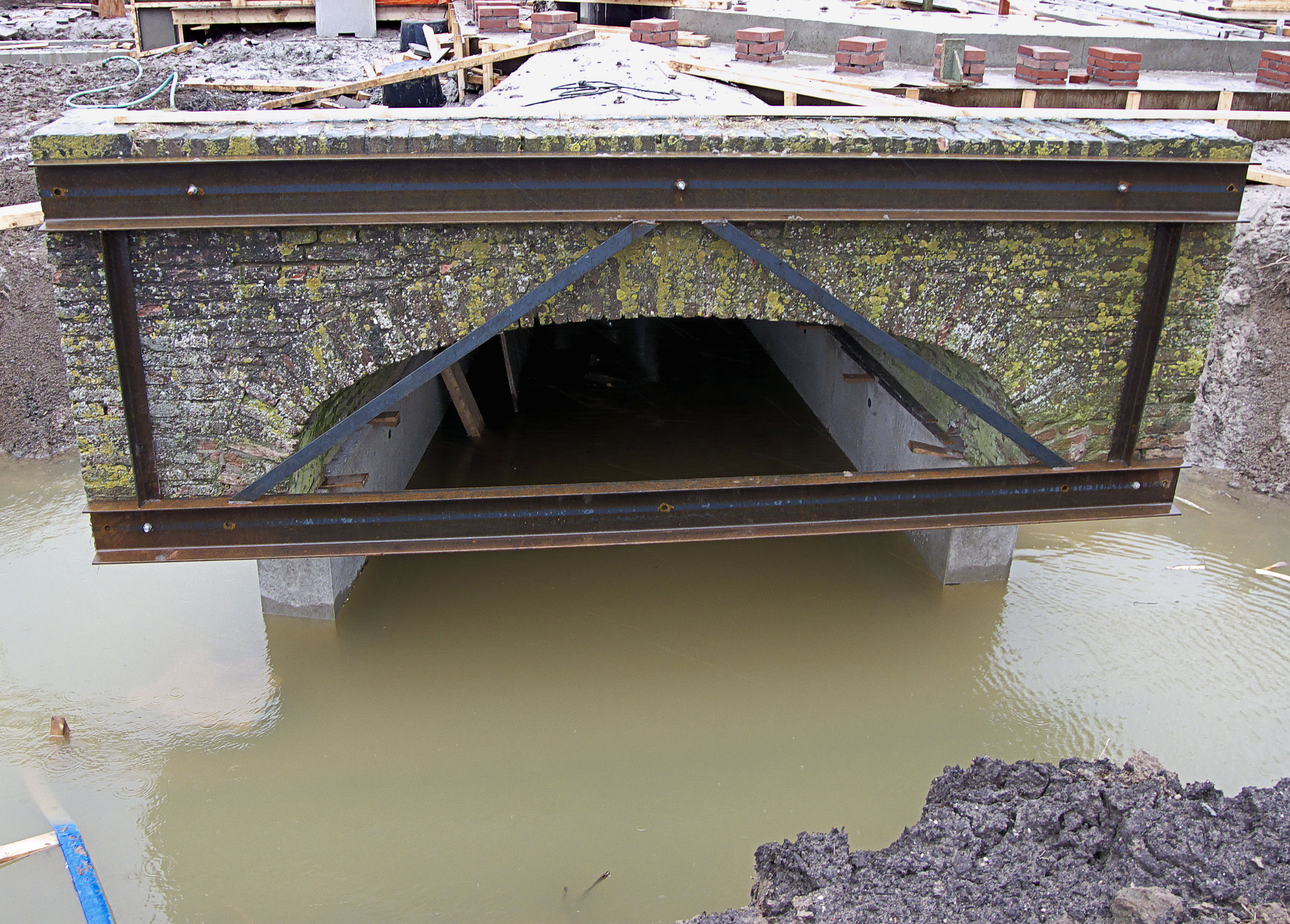
Achterwaterloop
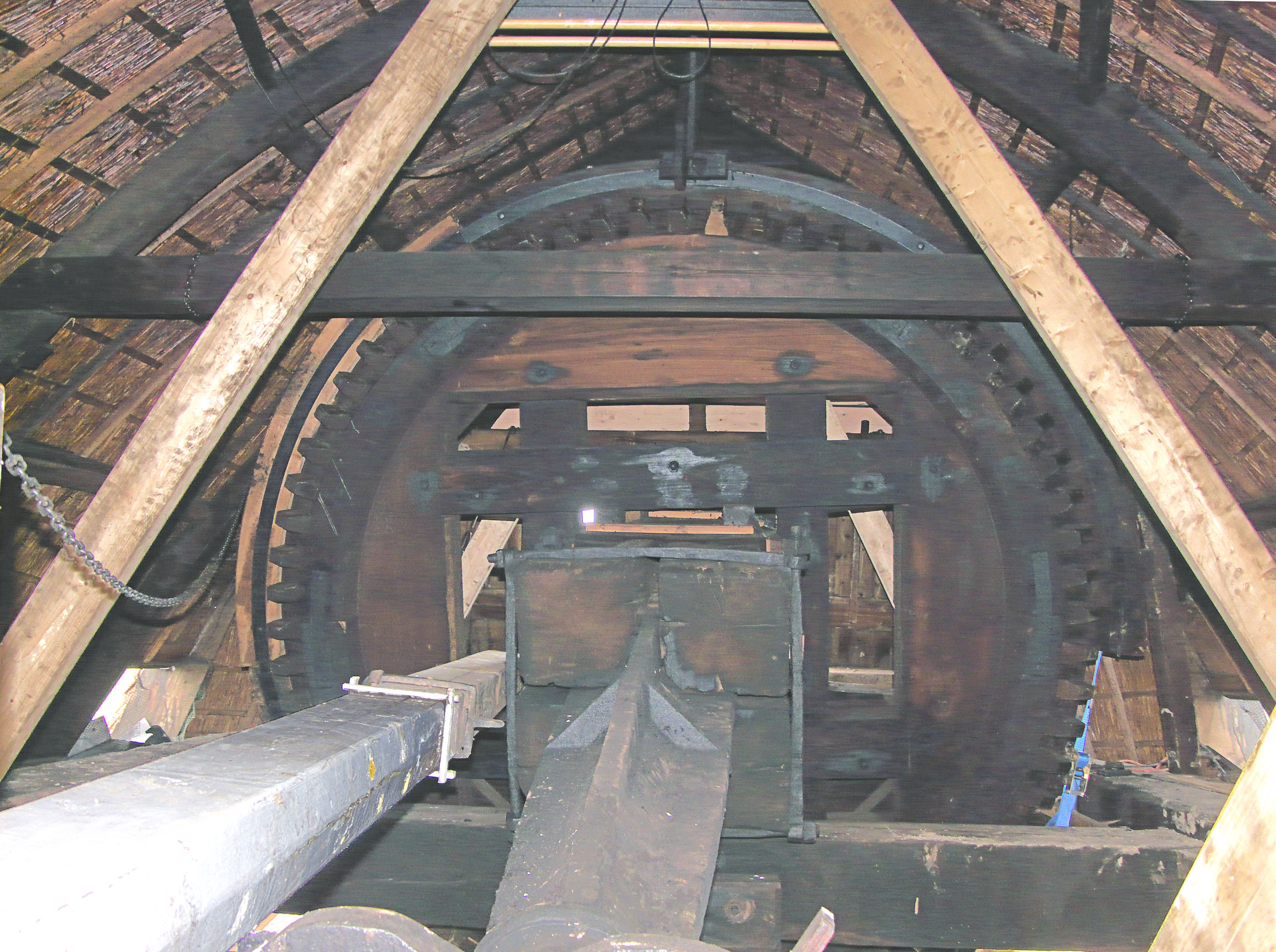
Bovenwiel
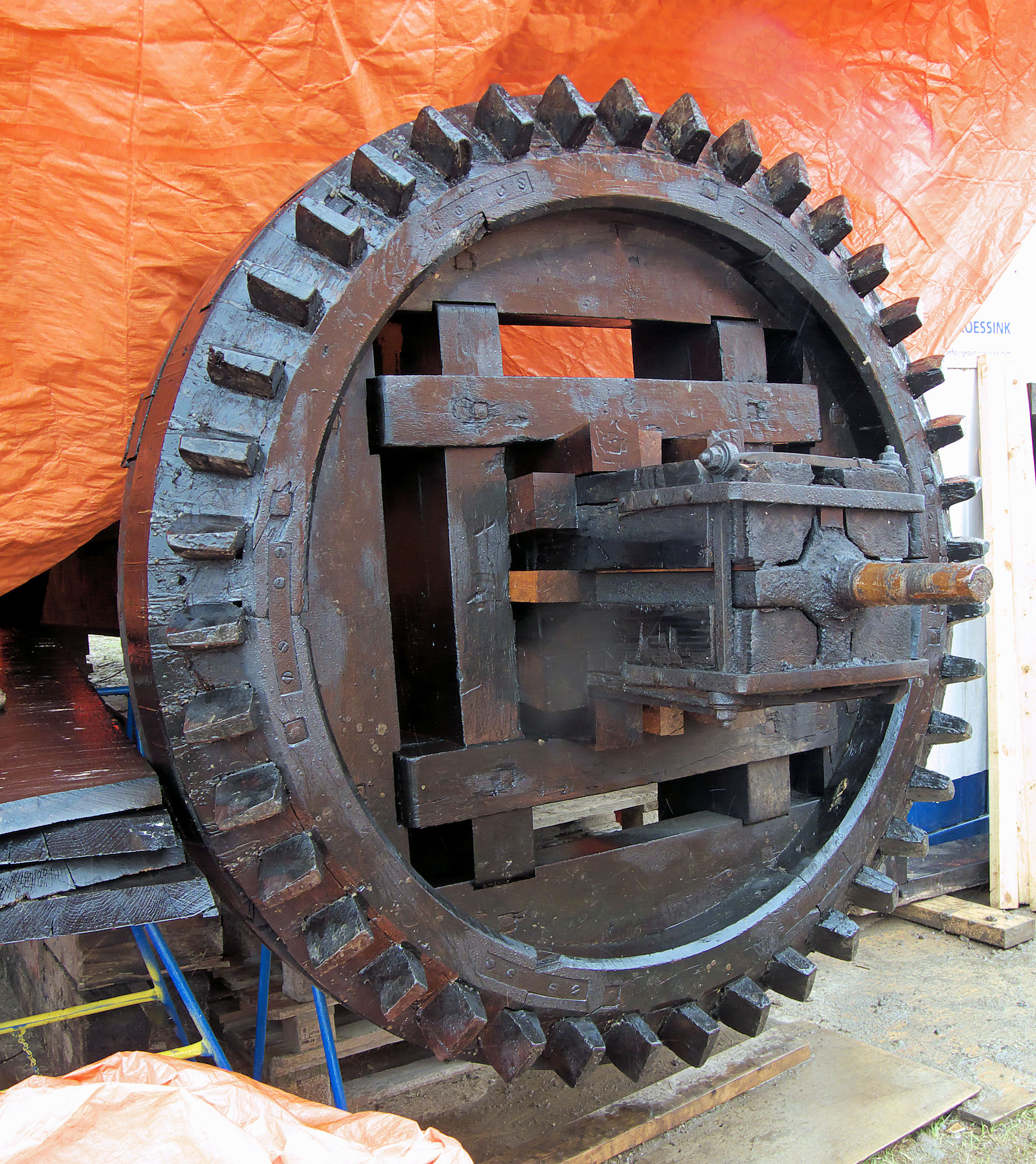
Conische bovenbonkelaar
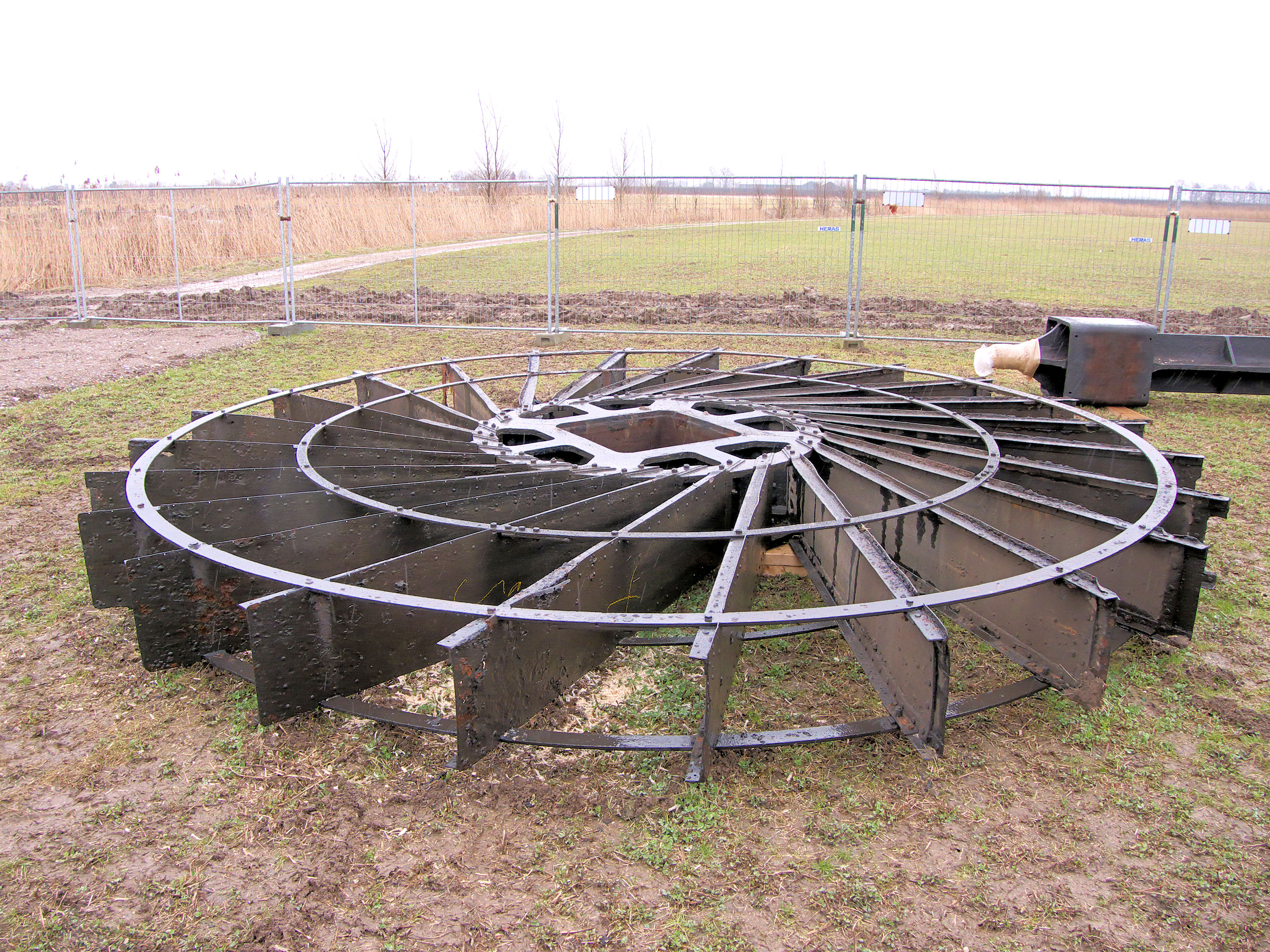
Scheprad
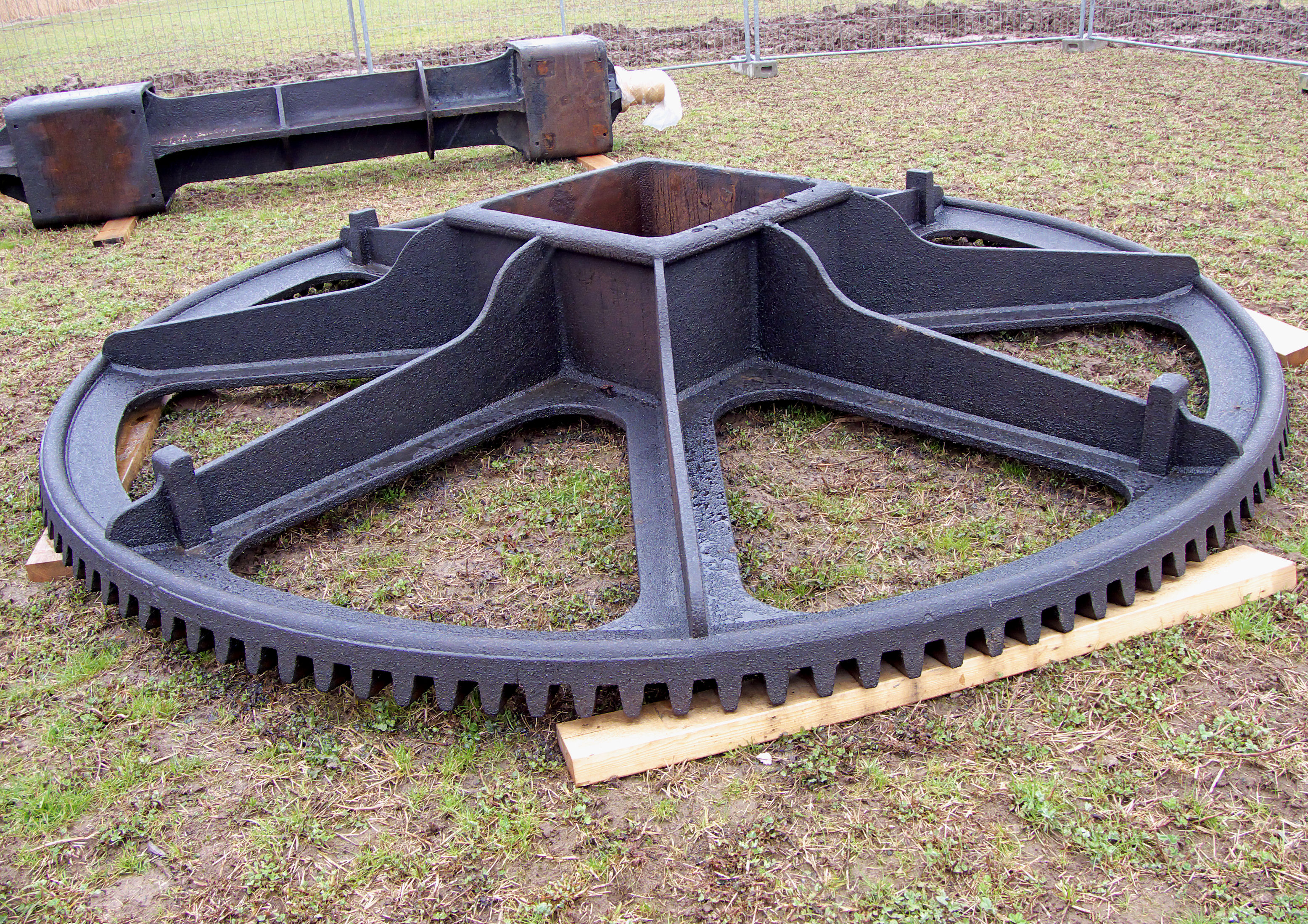
Waterwiel of onderwiel